# Over There
Over There è una serie televisiva statunitense di azione, dramma e guerra girata in 13 episodi.
La prima puntata è stata trasmessa in USA, mercoledì 27 luglio 2005 per l'emittente televisiva FX Network, mentre in Italia è andata in onda per la prima volta su Fox della piattaforma satellitare Sky, domenica 13 novembre 2005.

## Trama
La guerra in Iraq vista con gli occhi di un'unità dell'esercito USA, composta da soldati giovanissimi e alla prima esperienza al fronte: il sergente Scream, Double Wide, una madre soldato che lascia sua figlia appena nata, Williams detto Smoke, soldato che spara con la precisione di un gioielliere, di Angel, diciannovenne col sogno di cantare, Bo Rider, 20 anni, che rimasto vittima di un attentato perde una gamba e altri.

## Episodi
| nº | Titolo originale                   | Titolo italiano              | Prima TV USA      | Prima TV Italia  |
| -- | ---------------------------------- | ---------------------------- | ----------------- | ---------------- |
| 1  | Pilot                              | Assedio alla moschea         | 27 luglio 2005    | 13 novembre 2005 |
| 2  | Roadblock Duty                     | Posto di blocco              | 3 agosto 2005     |                  |
| 3  | The Prisoner                       | Il prigioniero               | 10 agosto 2005    |                  |
| 4  | I Want My Toilets                  | L'osservatore                | 10 agosto 2005    |                  |
| 5  | Embedded                           | Reporter di guerra           | 24 agosto 2005    |                  |
| 6  | It's Alright Ma, I'm Only Bleeding | Caccia all'uomo              | 31 agosto 2005    |                  |
| 7  | Mission Accomplished               | Missione compiuta            | 7 settembre 2005  |                  |
| 8  | Situation Normal                   | Situazione normale           | 14 settembre 2005 |                  |
| 9  | Spoils of War                      | Spoglie di guerra            | 21 settembre 2005 |                  |
| 10 | Suicide Rain                       | Pioggia suicida              | 28 settembre 2005 |                  |
| 11 | Orphans                            | Orfani                       | 5 ottobre 2005    |                  |
| 12 | Weapons of Mass Destruction        | Armi di distruzione di massa | 19 ottobre 2005   |                  |
| 13 | Follow the Money                   | Segui i soldi                | 26 ottobre 2005   |                  |